# Kerikeri Mission House

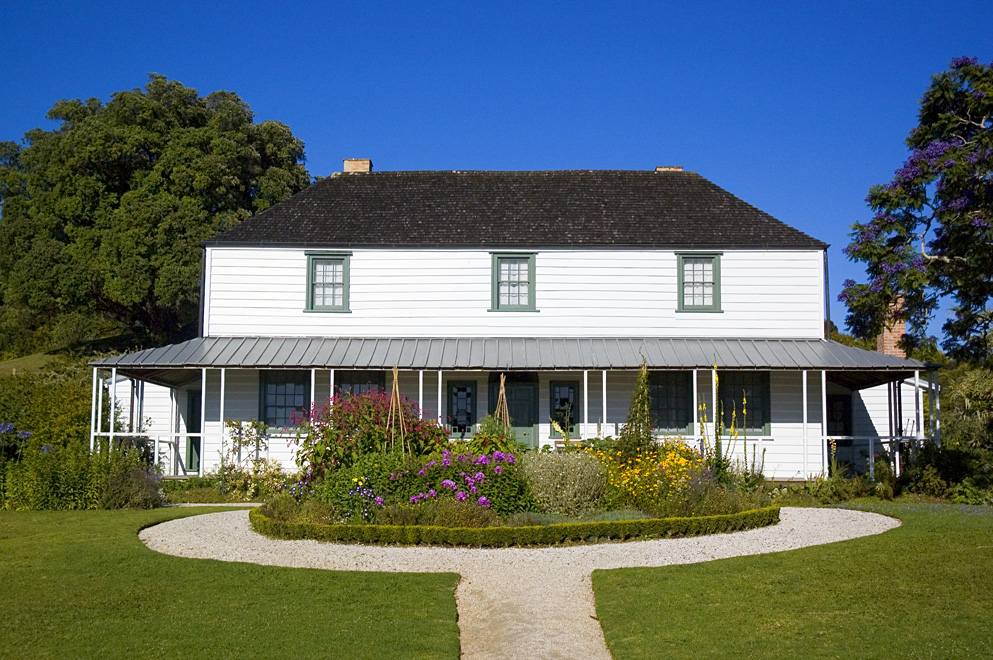
Kerikeri Mission House

Mission House i Kerikeri i Nya Zeeland är uppfört 1822 som en del av Kerikeris missionsstation av Church Mission Society. Mission House är Nya Zeelands äldsta bevarade byggnad och kallas ibland för Kemp House.

## Historik
Samuel Marsden stratade anglikansk mission på Nya Zeeland med lekmannapredikanter, som bodde i Bay of Islands under beskydd av Hongi Hika, hövding för den lokala stammen, Ngā Puhi. I november 1819 köpte Marsden 13.000 tunnland (53 km²) från Ngā Puhi.
Marsden gav pastor John Gare Butler i uppdrag att uppföra byggnader för missionsstationen under skydd av Ngā Puhi Pā som var fästning Kororipo på Kerikeri, (Samuel Marsden, Thomas Kendall och Hongi Hika lämnade platsen och åkte till Storbritannien). Med hjälp av maorier och kunnig europeisk arbetskraft kunde John Butler färdigställa Mission House år 1822, (trots att de avbröts när Kendall och Hongi Hika återkom med tusen musköter och Kororipo används som en bas för Ngā Puhis militära operationer under muskötkrigen).
Mission House som Butler uppförde byggdes huvudsakligen av kauriträ och kläddes in med liggande panel. Huset fick två våningar och försågs med inbyggd veranda och två skorstenar. 1843 ersattes inbyggda verandan med en öppen veranda. På 1920-talet sattes ett badrum in bakom köket.
Butler fick sparken år 1823, och George Clarke bodde i byggnaden fram till början av 1830-talet, då Ngā Puhi hade övergivit Kororipo, men missionsstationen var stark nog för att inte känna något behov av skydd.
James och Charlotte Kemp bosatte sig i Mission House 1832 vilket från början var en del av en utökad mission, (vilket inkluderade Stone Store), Huset köptes av familjen Kemp, och var i dess ägo under 142 år, tills Ernest Kemp år 1976 donerade den till Heritage New Zealand.
23 juni 1983 utsågs Mission House till Kategori 1 i en lista över Nya Zeelands historiska platser .
Heritage New Zealand har återställt byggnaden till ungefär det utseende den hade år 1843. (Ursprungliga verandan var högre och taket var inte spånbelagt). Tillsammans med Stone Store, är Mission House numera ett museum öppet för allmänheten.